# 섀넌 에머릭

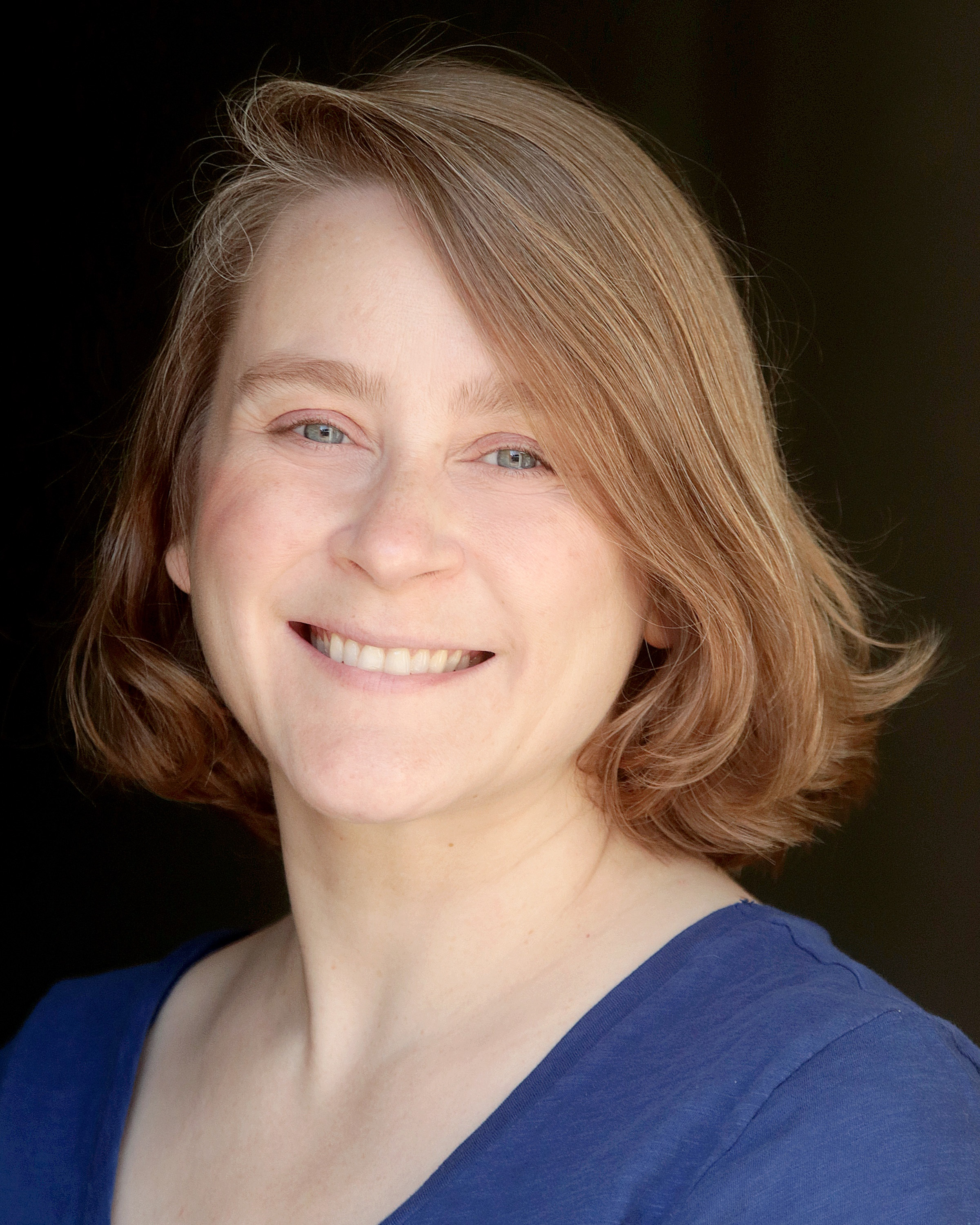

섀넌 에머릭(Shannon Emerick, 1973년 9월 24일 ~)은 미국의 성우, 배우, 연극 배우, 텔레비전 배우, 영화배우이다.
댈러스에서 태어났다.

## 영화
- 라스트 플라이트 오브 더 챔피언 (2013년)
- 간츠 (2004년)
- 크르노 크루세이드 (2004년)
- 다이아몬드 데이드림즈 (2004년)